# Eudes Le Maire
Eudes maire de Chalo (actuellement Chalo-Saint-Mars et Chalou-Moulineux), dit Eudes le Maire à l’époque moderne, est un ministérial d’origine servile de la fin du XIe siècle. Il servit de modèle à Émile Zola pour l'élaboration du personnage de Félicien III d’Hautecoeur dans Le Rêve.

## Biographie
Son existence n’est attestée que par un rescrit du XIIIe siècle d’une charte perdue de l’époque de Philippe Ier, et dont on ne connaît qu'une copie vidimée par la chancellerie royale de Philippe VI en 1336, donnée après requête adressée par des descendants. Loin de faire de la charte concédée une récompense pour la réalisation d'un vœu de pèlerinage exprimé par Philippe Ier, comme admis plus tard par l'historiographie monarchique, le texte constate simplement l'absence du maire de Chalo qui, parti en pèlerinage au Saint-Sépulcre de Jérusalem, laissa la garde de son fils Ansold et de ses cinq filles au roi des Francs, lequel leur concéda l’affranchissement, la mairie de Chalo en fief (espace qualifié de marche du domaine royal) en contrepartie de la défense de la ville d’Étampes, ainsi que l'exemption des redevances qui lui étaient attachées.

## Postérité
Réinterprétées à partir du XIVe siècle, les dispositions de la concession originelle devinrent un privilège d’exemption fiscale transmissible en filiation directe et indifférenciée, qui fut régulièrement renouvelé par les souverains jusque dans la première moitié du XVIIe siècle, époque à laquelle, après de nombreux procès et la réforme fiscale du royaume engagée par Henri IV, on mit progressivement un coup d’arrêt aux prétentions des « hoirs Chalo ».
Au moins à partir de la fin du XVe siècle, les privilégiés, qui se reconnaissaient comme étant « issus de la lignée d’Eudes le Maire », s’étaient constitués en communauté et élisaient régulièrement des « gardes de la franchise » pour veiller à l’effectivité de leurs libertés auprès des maîtres des requêtes de l’Hôtel du roi.
On compte notamment au rang des nombreux bénéficiaires de ce privilège Jean-Baptiste Souchet ou encore René Choppin par sa femme Marie Baron, descendante d'une famille de magistrats étampois.